# Antoni Domingo Pons
Antoni Lluís Domingo Pons (Alcúdia, Mallorca - març 1961) és un arquitecte mallorquí i un investigador històric.
Estudià arquitectura a la Universitat de Barcelona on va conèixer a la seva esposa, l'arquitecta, Glòria Druguet Tantinyà. És pare de dos fills.
Com a documentalista i investigador, ha ajudat a crear el programa VIA FORA d'Alcúdia.
Des de sempre, participa en els cursos anuals d'arqueologia de l'ajuntament d'Alcúdia i en el cicle d'Estudis Locals d'Alcúdia.
Fou un dels precursors de la trobada del pont del segle xviii a prop de la Porta Roja, de la murada medieval.
Fou el pregoner de les Festes de Sant Jaume d'Alcúdia el 1998.

## Conferències
- L'Arqueologia de l'Arquitectura. El cas d'Alcúdia a la Universitat de les Illes de Balears. Pel III Seminari d'Estudis Històrics. (Setembre de 2007)
- "Els Domingo "Manescal": bandejats de Pollença. - 20 de nov. 2009

la conferència es realitzà a Pollença durant el cicle de XVI Curs d'Història de Pollença.

## Obres
- La Conquesta i repoblació de Mallorca i el Moianès Domingo & Druguet.(1997)per la Revista d'Estudis del Moianès, Modilianum.
- Ca'n Castell Quaderns d'Història Local Nº 5. Domingo & Druguet (1998)Gall Editor
- Violència contra les dones a la Pollença dels segles xvi i xvii. Glòria Druget. Presentat en el XV Curs d'Història de Pollença, per l'ajuntament de Pollença. (2008)
- Col·laborà amb el llibre de la seva esposa Glòria Druguet sobre l'edifici de l'ajuntament d'Alcúdia 1929-2009. (juliol 2009)